# Budišov nad Budišovkou
Budišov nad Budišovkou (in tedesco Bautsch) è una città della Repubblica Ceca orientale, nel distretto di Opava, nella regione di Moravia-Slesia.